# Cuba nos Jogos Pan-Americanos
Cuba competiu em todas as 15 edições dos jogos pan-americanos realizados até então. É representada pelo Comité Olímpico Cubano. O país compete com o código de país do COI: 'CUB'.
É o segundo país com mais medalhas conquistadas nos Jogos Pan-Americanos, atrás apenas dos Estados Unidos e um dos três que conseguiram ser campeões em ao menos uma edição, Havana 1991.
Cuba conquistou 781 medalhas de Ouro, 531 medalhas de prata e 481 medalhas de bronze, totalizando 1.793 medalhas em todos os Jogos Pan-Americanos.
Cuba não mandou representantes para os Jogos Pan-americanos de Inverno em Las Leñas, 1990.

## Quadro de Medalhas
| Ano   | Sede             | Gold | Silver | Bronze | Total | Posição |
| ----- | ---------------- | ---- | ------ | ------ | ----- | ------- |
| 1951  | Buenos Aires     | 9    | 9      | 10     | 28    | 4       |
| 1955  | Cidade do México | 1    | 6      | 6      | 13    | 9       |
| 1959  | Chicago          | 2    | 4      | 4      | 10    | 8       |
| 1963  | São Paulo        | 4    | 6      | 4      | 14    | 5       |
| 1967  | Winnipeg         | 7    | 16     | 24     | 47    | 6       |
| 1971  | Cáli             | 31   | 49     | 25     | 105   | 2       |
| 1975  | Cidade do México | 56   | 45     | 33     | 134   | 2       |
| 1979  | San Juán         | 64   | 47     | 34     | 145   | 2       |
| 1983  | Caracas          | 79   | 53     | 43     | 175   | 2       |
| 1987  | Indianápolis     | 75   | 52     | 48     | 175   | 2       |
| 1991  | Havana           | 140  | 62     | 65     | 265   | 1       |
| 1995  | Mar del Plata    | 112  | 66     | 60     | 238   | 2       |
| 1999  | Winnipeg         | 70   | 40     | 47     | 157   | 2       |
| 2003  | Santo Domingo    | 72   | 41     | 39     | 152   | 2       |
| 2007  | Rio de Janeiro   | 59   | 35     | 41     | 135   | 2       |
| 2011  | Guadalajara      | 58   | 35     | 43     | 136   | 2       |
| 2015  | Toronto          | 36   | 27     | 34     | 97    | 4       |
| Total | Total            | 839  | 566    | 524    | 1929  | 2       |